# Cacosternum capense
The Cape Caco hoặc Cape Dainty Frog (Cacosternum capense) là một loài ếch trong họ Petropedetidae. Chúng là loài đặc hữu của Nam Phi.
Các môi trường sống tự nhiên của chúng là thảm cây bụi kiểu Địa Trung Hải, đồng cỏ khô nhiệt đới hoặc cận nhiệt đới vùng đất thấp, đầm nước ngọt, đầm nước ngọt có nước theo mùa, đất canh tác, vùng đồng cỏ, và kênh đào và mương rãnh. Loài này đang bị đe dọa do mất môi trường sống.